# Palais d'Aiete
Le palais d'Aiete (en basque Aieteko jauregia, en espagnol Palacio de Ayete) est un palais résidentiel, situé dans le quartier du même nom de la ville de Saint-Sébastien dans le Pays basque espagnol. Le 17 octobre 2011 la Conférence internationale de paix de Aiete s'est tenue dans le palais.
Le Gouvernement basque a classé patrimoine culturel dans la catégorie de Ensemble monumental l'ensemble formé par le palais d'Aiete et ses jardins.

## Le bâtiment
D'inspiration néoclassique, il a été construit par les Ducs de Bailén (es) en 1878 et a été conçu par l'architecte français Adolfo Ombrecht.
La Mairie de Saint-Sébastien a réhabilité l'intérieur du Palais qui abrite aujourd'hui« la Maison de la Paix et des Droits de l'Homme » et a également modifié les jardins au nord pour construire la Maison de la Culture, à moitié enterrée.

## Les jardins

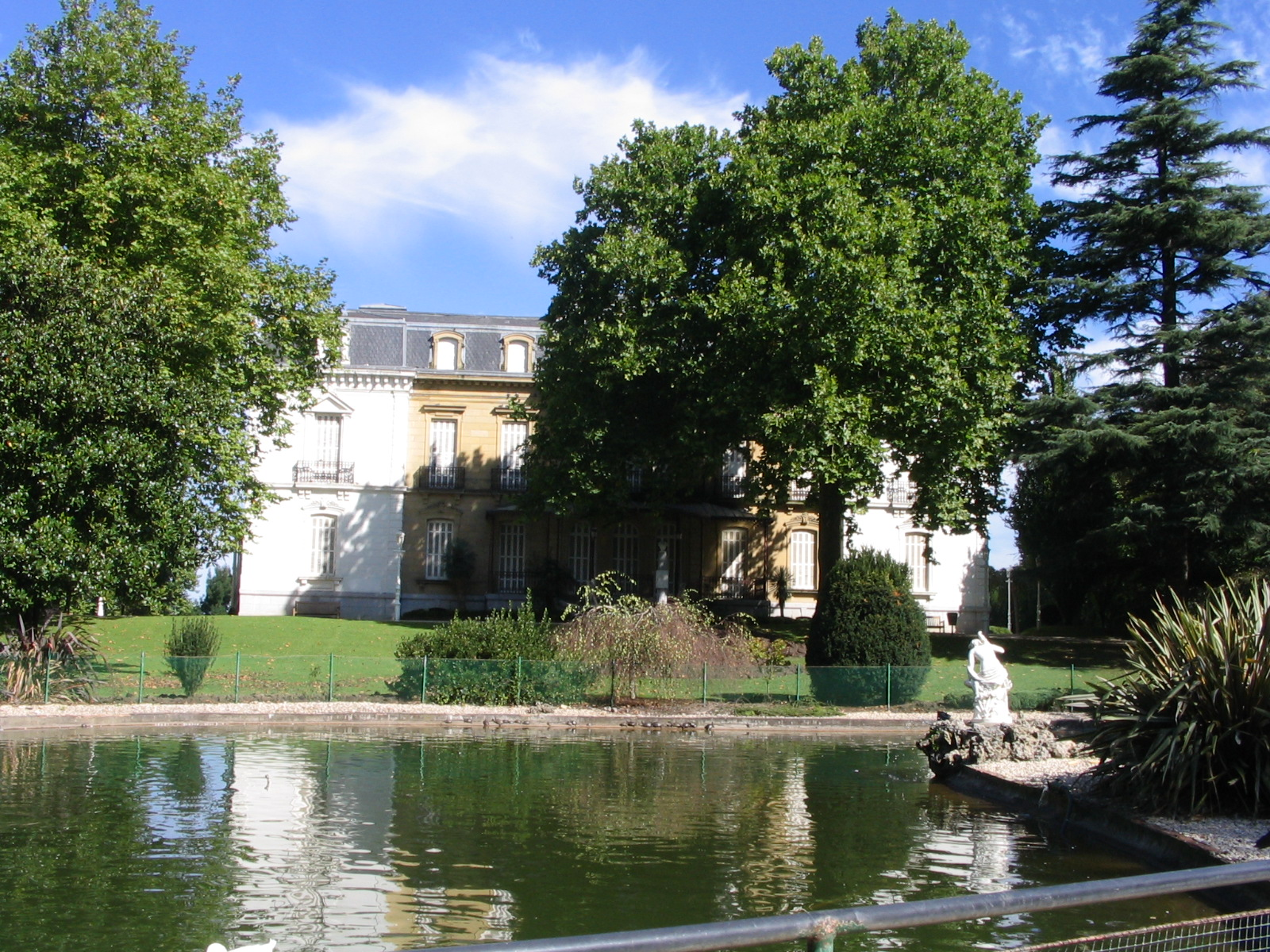
Le parc et le château.

D'une superficie de 74 000 m2, ils ont été conçus par le jardinier royal Pierre Ducasse, né à Bayonne, éduqué à La Réole et formé à Versailles en tant que jardinier.

« ... Le style du jardin que Ducasse propose à Aiete est un retour à la nature, un goût pour le style pittoresque avec des éléments de caractère rustique, c'est-à-dire pour un jardin paysager. Il propose un tracé irrégulier adapté au terrain avec des allées sinueuses, des étangs sinueux, des pigeonniers, des grottes, des ponts, etc. Il profite des arbres existants et ajoute de nouveaux spécimens et plantes exotiques. La masse végétale crée des espaces en vol et des perspectives qui accentuent les surprises . et en même temps il brise cette forêt en créant une grande prairie libre qui s'ouvre vers la vision de la mer, qui sert de mise en valeur et de propagande pour le palais lui-même ... »

— Roda Paloma ,  
Saint Sébastien au XIXe siècle, les jardins de Pierre Ducasse. Ouvrage inédit. 1998.

## Histoire

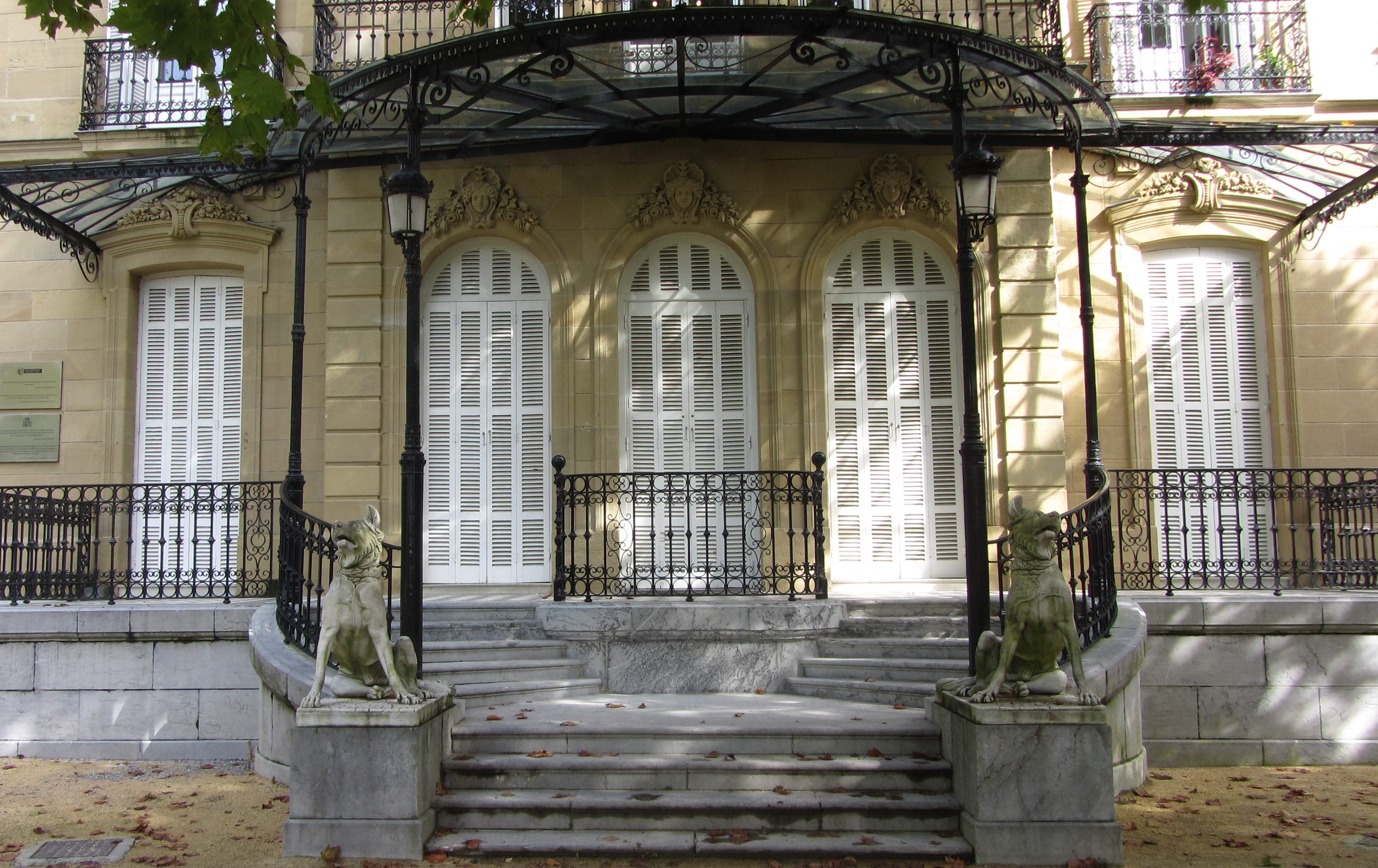
Escalier arrière du palais.

Jusqu'à la construction du Palais de Miramar en 1893, ce bâtiment a été la résidence des rois d'Espagne Isabelle II, Alphonse XII, Marie-Christine et Alphonse XIII. Le 27 mars 1889 la Reine du Royaume-Uni, la Victoria y a été hébergée.
Le palais appartenait à la famille Basa en raison de la dot du couple Travesedo. La famille l'a quitté en 1939 à cause de la guerre civile, et elle a déménagé dans le quartier d'Ondarreta à Saint-Sébastien, dans la villa  Itxas-ertz, anciennement appelé Villa Emilia, avant 1935.
Le régime franquiste adoptera Saint-Sébastien comme résidence d'été. Franco résidera pendant le mois d'août de 1940 à 1975 dans ce palais, acquis par la Mairie et offert au Chef de l'État. Pendant cette période, les Conseils des Ministres s'y tiennent.
C'est là que le dictateur est parti pour sa fameuse entrevue d'Hendaye avec Adolf Hitler, et c'est dans leurs salons qu'il détermina le tournant vers la politique américaine.
Le 17 octobre 2011, la Conférence internationale de paix de Aiete s'est tenue dans le palais, en présence, entre autres, de personnalités de la politique internationale comme Kofi Annan, Bertie Ahern, Gro Harlem Brundtland, Pierre Joxe, Gerry Adams et Jonathan Powell, ou les partis politiques de Pays Basque, Parti nationaliste basque,  PSE, Eusko Alkartasuna, ainsi que les syndicats :  ELA, LAB, UGT et CCOO et des représentants de certains grands partis français : Les Républicains, Parti socialiste ou Mouvement démocrate.